# 国鉄ケ120形蒸気機関車
ケ120形は、かつて日本国有鉄道の前身である鉄道院・鉄道省に在籍した、特殊狭軌線用タンク式蒸気機関車である。

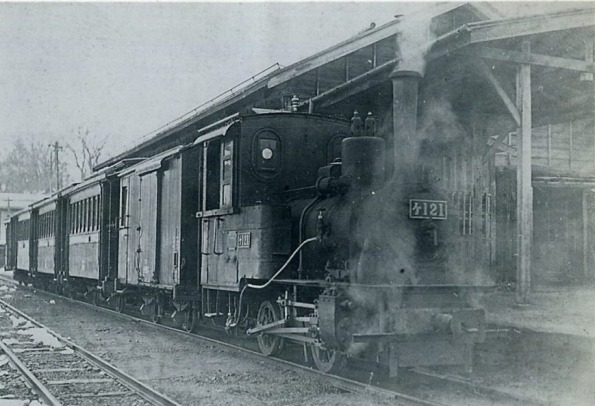
ケ121牽引の魚沼線の混合列車　西小千谷駅(1937年2月24日)

## 概要
元は、魚沼鉄道（後の日本国有鉄道魚沼線）に所属した機関車で、1912年（明治45年）および1913年（大正2年）に各1両の計2両がドイツのオーレンシュタイン・ウント・コッペルで製造された。魚沼鉄道では、3, 4と称したが、1922年6月15日の国有化にともない鉄道省籍となり、ケ120形（ケ120, ケ121）と改番された。製造番号は、4が7040であることが確認されている。3については不明確であるが、6076と推定されている。
形態は、30PS形と称する車軸配置0-4-0(B)形7.3トン、単式2気筒の飽和式機関車で、軸距は1,500mmである。
両機は、買収後も魚沼線で使用された（来迎寺機関分庫に所属）が、ケ120が1934年（昭和9年）5月に廃車となった。残るケ121は、1944年（昭和19年）10月の不要不急線指定による路線休止まで使用され、その後は長岡機関区に保管された。同機の廃車は、1948年（昭和23年）度末であった。

## 主要諸元
- 全長：5,159mm
- 全高：2,703mm
- 最大幅：1,906mm
- 軌間：762mm
- 車軸配置：0-4-0(B)
- 動輪直径：620mm
- 弁装置：ワルシャート式
- シリンダー（直径×行程）：170mm×276mm
- ボイラー圧力：12.3kg/cm2
- 火格子面積：0.3m2
- 全伝熱面積：11.7m2
- 機関車運転整備重量：7.32t
- 機関車動輪上重量（運転整備時）：7.32t
- 機関車動輪軸重（各軸均等）：3.66t
- 水タンク容量：0.9m3
- 燃料積載量：0.27t
- 機関車性能
  - シリンダ引張力：1,350kg
- ブレーキ方式：手ブレーキ

## 同形機
武岡軽便鉄道（後の福井鉄道南越線）に2両(1, 2)存在した。こちらの製造番号は、6318, 6319と推定されている。魚沼鉄道4については、メーカーや取扱い商社の記録では武岡軽便鉄道納入となっており、何らかの事情で魚沼鉄道に振り向けられたものと思われる。このうち2については、中遠鉄道に移り4となっている。